# Pterolophia kyushuensis
Pterolophia kyushuensis là một loài bọ cánh cứng trong họ Cerambycidae.